# كاثي هال
كاثي هال (بالإنجليزية: Kathy Hall)‏ هي لاعبة كرة قدم نيوزيلندية، ولدت في 28 أغسطس 1956 في نيوزيلندا. شاركت مع منتخب نيوزيلندا لكرة القدم للسيدات.